# Carbon Based Lifeforms
A Carbon Based Lifeforms (gyakori rövidítéssel CBL) egy svéd progresszív elektronikus zenei együttes. Tagjai Johannes Hedberg és Daniel Vadestrid (2008-as házassága előtt Daniel Ringström) göteborgi zenészek.

## Története
Hedberg és Ringström 1991-ben, 15 évesen ismerkedtek meg. Kezdetben Amiga trackerrel komponáltak, majd 1994-ben váltottak PC-re, és Mikael Lindquisttel együtt megalapították Bassment Studios tracker-csapatukat. 1995-ben Lindquist elhagyta a csapatot, Hedberg és Ringström pedig MIDIre váltott és Notch néven dance stílusú zenét készített. 1996-ban a Notch „oldalhajtásaként”, a Solar Quest ambient előadó által megihletve létrehozták Carbon Based Lifeforms ambient stílusú együttesüket, mely hamarosan tevékenységük középpontjává vált.
Nagylemezeik rendkívüli népszerűségnek örvendenek az ambient, psybient, downtempo rajongók körében. A dallamokat és harmóniákat általában Hedberg készíti, míg Vadestrid kidolgozza az ütemet és zenévé állítja össze az építőelemeket. Fő témájuk a természet és a technológia; cikkekből, könyvekből, videojátékokból, álmokból merítenek ihletet.
A stúdióalbumokon kívül filmekhez és videojátékokhoz is készítettek zenét, és élő koncerteket is adnak. Hedberg és Vadestrid a Carbon Based Lifeforms-zal párhuzamosan más együttesekben és projectekben is alkot (Sync24, Thermostatic, Digidroid), és közreműködtek Solar Fields-zel is.
2015-ben a francia Ultimae Recordstól a finn Blood Music kiadóhoz igazoltak. Az okokat a zenészek nem részletezték, de közrejátszhatott az, hogy az Ultimae a digitális terjesztést helyezte előtérbe fizikai hanghordozók kiadása helyett.
Fennállásuk során stílusuk nem változott, azonban az évek előrehaladtával a digitális szintetizátoroktól fokozatosan az analógok felé fordultak.

## Diszkográfia

### Nagylemezek
- The Path (1998; Notch-ként)
- Hydroponic Garden (2003)
- World of Sleepers (2006)
- Interloper (2010)
- Twentythree (2011)
- Derelicts (2017)
- Stochastic (2021)
- Seeker (2023)

### Egyéb kiadványok
- Irdial (EP, 2008)
- VLA (EP, 2011)
- Refuge (filmzene, 2013)
- Alt:01 (remixek, újrakevert és élő változatok, 2016)
- Alt:02 (remixek, újrakevert és élő változatok, 2020)
- 20 Minutes (EP, 2021)